# Columns
Columns (também conhecido como Jewels) é um jogo da Sega lançado para o Arcade, Arcade Legends Sega Genesis Volume 2, TurboGrafx-16, Game Boy Color, Game Boy Advance, PlayStation 2, Sega Master System, Mega Drive/Genesis, Sega CD, Game Gear, Saturn, Dreamcast e Virtual Console. A primeira versão foi lançada em 1990.
Columns foi um dos muitos jogos de quebra-cabeça de combinação de peças que surgiram após o grande sucesso do Tetris no final dos anos 1980.
Trata-se dum quebra-cabeça com joias. Fileiras de três gemas vão caindo num painel, e o jogador deve arrumá-las de modo a juntar fileiras de ao menos três gemas iguais na vertical, horizontal ou diagonal, de modo que estas fileiras desapareçam, evitando que o painel fique cheio.

Varição do Columns

No Brasil, o jogo foi lançado pela Tec Toy com o título Shapes & Columns no encarte.